# De gekke gokker
De gekke gokker is het vierentachtigste stripverhaal uit de reeks van Suske en Wiske. Het is geschreven en getekend door Paul Geerts. Het werd gepubliceerd in De Standaard en Het Nieuwsblad van 28 december 1971 tot en met 8 mei 1972. 
De eerste albumuitgave in de Vierkleurenreeks was in augustus 1972, met nummer 135.
Dit was het eerste verhaal in de Suske en Wiske-hoofdreeks waarin zowel het scenario als de tekeningen geheel van Geerts' hand waren. De verhalen bleven hierna nog wel lange tijd onder de supervisie van Willy Vandersteen.

## Locaties
- België, Lunapark, bouwplaats, cafés en gokhuizen, de Ardennen met kasteel, ruïne

## Personages
- Suske, Wiske, tante Sidonia, Lambik, Jerom, Jack Potfees[2], kaartjesknipper, Lowie en andere agent, barman, klanten café, werklieden, vrachtwagenchauffeur, valet, gokkers, bediende, Jules (chauffeur), taxichauffeur, bewakers, boer, spaarvarken

## Het verhaal
Tante Sidonia is met Suske en Wiske naar het Lunapark. Wiske hoort een onbekende stem die haar aanmoedigt om met de kastjes te spelen. De vrienden zien Lambik en Jerom en de vrienden besluiten te gaan gokken. Lambik hoort samen met Wiske ook de stem. Ze ontmoeten Jack Potfees en spelen door op zijn kosten. Tante Sidonia haalt Lambik en Wiske uiteindelijk bij de gokkast weg. 
Lambik komt Jack Potfees met zijn gokkast later weer tegen, maar zegt hem niet te kennen. Tante Sidonia en Lambik komen in een café en spelen met de gokkasten. Lambik wint niet veel, waarop Jack Potfees hem overhaalt om zijn gouden horloge te verkopen, zodat hij door kan gaan met gokken. Als tante Sidonia merkt dat Lambik gokverslaafd geworden maant ze hem te stoppen, maar tevergeefs. 
Jack Potfees dringt het huis van tante Sidonia binnen en overmeestert Lambik. Potfees lijkt onverslaanbaar, maar als Suske Potfees' spaarvarken pakt geeft hij zich ineens over. De vrienden binden Potfees vast en Jerom stort hem in beton op een bouwplaats. Suske en Wiske gaan hierna op zoek naar Lambik, die inmiddels over straat zwerft omdat hij al zijn geld heeft verspeeld. Lambik wordt aangetroffen in de haven en trekt voorlopig in bij tante Sidonia. Lambik wordt goed verzorgd, maar zijn verslaving speelt hem nog steeds parten.
Na een tijdje lijkt Lambik hersteld en hij gaat met Suske en Wiske wandelen. Een vrachtwagen rijdt het betonblok stuk waarin Jack Potfees zit opgesloten. De bevrijde Potfees ontvoert Lambik in zijn vliegende auto. Lambik wordt naar casino's, speelhuizen en goktenten gebracht en moet een vriendschapsverdrag tekenen. Als tante Sidonia hoort dat Lambik opnieuw met de speelduivel is vertrokken is ze erg verdrietig. Het spaarvarken komt tot leven en belooft tante Sidonia te helpen om Jack te verslaan. Ze gaan samen met foto’s van Lambik op weg en als Jack en Lambik goktenten willen binnengaan, worden ze meteen naar buiten gegooid. 
Jack vliegt met Lambik naar een geheim speelhol in een kasteel in de Ardennen. Lambik wordt met een poenteller onderzocht en komt in een enorme speelhal terecht. Lambik wint aan de roulettetafel en hoort dat hij nu zijn deel van het contract moet nakomen, maar dit is blanco. Lambik tekent het contract en komt in een limousine bij het huis van tante Sidonia. Hij heeft erg veel geld maar wordt vanwege zijn gedrag weggestuurd. Lambik is woedend en gaat terug naar het speelhol. Suske en Wiske hebben zich in de kofferbak verstopt en kruipen in de kelder. Twee bewakers vinden hen en de kinderen worden naar Lambik gebracht. Jack laat Lambik niet langer winnen. Hij zet zijn hele fortuin in, omdat hij denkt dat hij het toch wel terug kan winnen. Suske en Wiske waarschuwen Jerom. Lambik hoort dat hij om het leven van Suske en Wiske moet spelen.
Lambik kan niet weigeren, want hij heeft het contract getekend. Lambik verliest, maar Jerom komt binnen en kan de bewakers verslaan. Suske, Wiske en Lambik worden door Jack meegenomen en Jerom vernielt het kasteel. Tante Sidonia gaat met het spaarvarken naar de Ardennen en ze ontdekt dat het spaarvarken erg zuinig is, ze wil geen taxi betalen en gaat niet eten in een restaurant. Het spaarvarken begint te zweven en met tante Sidonia op haar rug gaat ze richting Jack Potfees. Jerom ziet beiden voorbijvliegen en volgt hen. Suske, Wiske en Lambik worden naar een ruïne gebracht en Lambik moet de kinderen vastbinden. Er staat een jackpot met dynamietstaven en Lambik stelt de bom in werking, maar rent dan achter Jack Potfees aan die wegzweeft. Bewakers houden Lambik tegen, maar Jerom arriveert en verslaat hen. Lambik rent terug naar de kinderen en springt met de jackpot uit het raam, waarna een ontploffing volgt. Jerom, tante Sidonia en het spaarvarken vinden Suske en Wiske en Lambik blijkt in een boom te hangen. 
Lambik heeft spijt en wil nu nooit meer gokken. Het spaarvarken vindt Jack Potfees en ze vertelt dat ze altijd bij hem zal blijven om mensen te waarschuwen.

## Achtergronden bij het verhaal
- Oorspronkelijk zou het verhaal een aanklacht worden tegen de opkomst van de supermarkten ten nadele van de talrijke buurtwinkels. Maar vanwege het feit de supermarkten juist een belangrijk aandeel hadden in de verkoop van de stripreeks, kwam Vandersteen zelf tussenbeide.
- Ten tijde van de publicatie van dit verhaal werden kansspelen (zoals jackpots) in cafés verboden. Daarmee is het verhaal dus een toespeling op de actualiteit van dat moment.
- Het verhaal is ook in het Duits uitgegeven, als Der Verrückte Spieler.